# استان بولمان
استان بولمان (انگلیسی: Boulemane Province) یکی از استان‌های مراکش است که قبلاً منطقه فاس بولمان نامیده می‌شد. جمعیت این استان در سال ۲۰۰۴ میلادی ۱۸۵٬۱۱۰ نفر بوده‌است.

## شهرها و شهرک‌های بزرگ
1. بولمان
2. کیکو
3. ایموزار مرموشه
4. میسور
5. اوطاط الحاج